# Uvira
Uvira   este un oraș  în  partea de est a Republicii Democrate Congo, în  provincia  Sud-Kivu, pe extremitatea nordică a lacului Tanganyika. Prin portul Kalundu (parte a orașului) există legături spre Kalemie, Kigoma (în Tanzania) și Bujumbura, capitala statului Burundi.